# Billet de 500 francs bleu
Pour les articles homonymes, voir 500 francs.
Recto
Verso
Chronologie
500 francs noir 500 francs bleu et rose
Le 500 francs bleu est un billet de banque en francs français créé le 5 novembre 1863 et mis en circulation le 4 février 1864 par la Banque de France en remplacement des 500 francs noir. Il sera suivi du 500 francs bleu et rose.

## Historique
Cette coupure appartient à la série des « billets bleus » fabriqués entre 1862 et 1882, série qui constitue les premiers billets modernes français.
Depuis la diffusion des techniques photographiques à partir des années 1848-1850, la Banque de France, pour faire face aux nombreux contrefacteurs, travaillait sur un projet de billet utilisant une encre colorée plus difficile à clicher (le bleu n’imprimait pas la plaque sensible). L'usage du « bleu céleste », importé de Saxe, est approuvé par le Conseil en 1862. D'autre part, l'impression du verso à l'identique inversé est abandonnée au profit d'une gravure différente.
Le premier billet qui inaugura cette nouvelle série fut le 1000 francs bleu, suivi du 100 francs bleu et plus tard du 50 francs bleu 1864.
Le début du retrait de circulation du 500 francs bleu intervient le 17 décembre 1888. Il fut définitivement privé de son cours légal le 2 janvier 1923.

## Description
La particularité de cette vignette est d'être identique pour le recto au type 500 francs noir de 1842 mais imprimé en bleu.
Le verso fut conçu par Guillaume-Alphonse Harang dit Cabasson et la gravure assurée par Adolphe-François Pannemaker (ainsi que le recto).
Son format est de 242 × 140 mm.